# 딜리버리 맨
《딜리버리 맨》(영어: Delivery Man)은 2013년 공개된 미국의 코미디 영화이다.

## 출연

### 주연
- 코비 스멀더스
- 빈스 본
- 크리스 프랫
- 브릿 로버트슨

### 조연
- 잭 레이너
- 바비 모니한
- 사이먼 딜레이니
- 안드레이 브러멘펠드
- 글렌 플레쉬러
- 타카코 헤이우드
- 제시카 윌리엄스
- 매튜 다드다리오

## 기타
- 프로듀서: 앙드레 로료
- 세트: 사라 팍스
- 의상: 멜리사 토스
- 배역: 진 맥칼디